# Старовойтов, Сергей Кузьмич
Сергей Кузьмич Старовойтов (1905—1970) — старшина Рабоче-крестьянской Красной Армии, участник советско-финской и Великой Отечественной войн, полный кавалер ордена Славы.

## Биография
Родился 8 июля 1904 года в деревне Демьянково, ныне Монастырщинского района Смоленской области, в крестьянской семье. Русский. Окончил шесть классов школы, работал в колхозе. В 1939—1940 годах проходил службу в Красной Армии. Принимал участие в походе в Западную Белоруссию и советско-финляндской войне. После завершения последней был демобилизован.

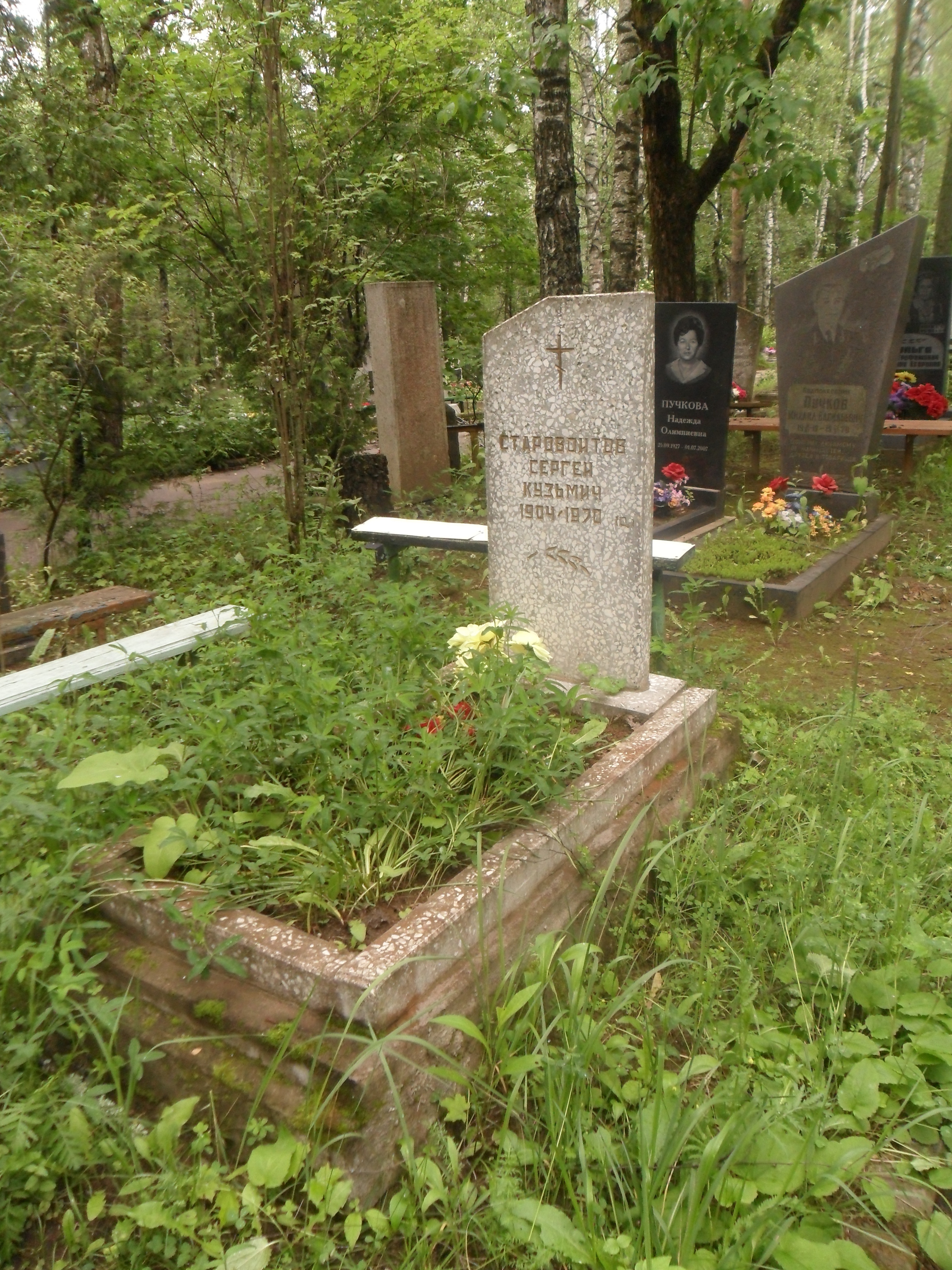
Могила Старовойтова на Новом кладбище Смоленска.

В июле 1941 года добровольно пошёл в Монастырщинский районный военный комиссариат Смоленской области и был повторно призван в армию. В боях Великой Отечественной войны с 13 июля 1941 года.
К апрелю 1943 года младший сержант Старовойтов — командир отделения 3-й роты 903-го отдельного инженерного батальона инженерных войск Калининского фронта. Принимал участие в освобождении Новгородской области, за что получил свою первую боевую награду. Получив задание на постройку контрольно-наблюдательного пункта (КНП) у деревни Подзорово в 3 километрах от города Холм, он руководил действиями бригады по подноске лесоматериалов, что в условиях отсутствия транспорта сыграло решающую роль в выполнении задания. Благодаря его руководству норма подноски материалов бригадой выполнялась на 250 %, лично выполнял норму на 300 %. Сам Старовойтов в период постройки КНП с 10 по 17 апреля 1943 года ежедневно работал без отдыха по 18 часов. Благодаря умелому руководству Старовойтовым бригадой по подноске строительные работы были досрочно завершены на 12 часов раньше планируемого срока. Приказом войскам 22-й армии № 044 от 15 июня 1943 года Старовойтов был награждён медалью «За отвагу».
К марту 1944 года член ВКП(б) младший сержант Старовойтов командовал отделением 886-го отдельного сапёрного батальона 44-го стрелкового корпуса 22-й армии 2-го Прибалтийского фронта. В этот батальон он был переведён сразу после его формирования. Отличился в ходе освобождения Псковской области. Старовойтов неоднократно выполнял задания по проделыванию проходов в минных полях и проволочных заграждениях, зачастую под массированным обстрелов вражеской артиллерии, а также работу по строительству дорог и мостов. Участвовал в освобождении районов посёлка Локня и города Новоржев.
В ночь с 26 на 27 марта 1944 года, построив переправу через реку Великая, переправил лёгкую артиллерию на другой берег. За отличие в том бою Старовойтов был представлен к ордену Красной Звезды, но статус награды был изменен.
Приказом командира 44-го стрелкового корпуса № 099/н от 20 мая 1944 года младший сержант Старовойтов Сергей Кузьмич награждён орденом Славы 3-й степени (№ 29577).
К августу 1944 года Старовойтов был уже сержантом, командовал всё тем же отделением. Вновь отличился в боях за освобождения Латвийской ССР.
В ходе форсирования реки Айвиексте 10-11 августа 1944 года Старовойтов вместе с пехотными частями переправился на вражеский берег и закрепил на нём канат для передачи лесоматериалов с занятого советскими войсками берега. Находясь в непосредственной близости от противника, под непрекращающимся пулемётным огнём, Старовойтов занимался укладыванием накатника и прогона, уложив 10 метров настила. Его действия способствовали успешной и своевременной постройке моста через реку.
Приказом по войскам 22-й армии № 0164 от 20 августа 1944 года Старовойтов Сергей Кузьмич награждён орденом Славы 2-й степени (№ 2917).
В марте 1945 года 44-й стрелковый корпус был передан в состав 31-й армии 3-го Белорусского фронта. Старовойтов в этом корпусе продолжал командовать тем же отделением. Отличился во время Восточно-Прусской операции.
В районе населенного пункта Хассельтуш-Бенкенвальде вместе со своим отделением Старовойтов три ночи подряд производил вылазки к переднему краю немецкой обороны с целью обнаружения минных полей. Несмотря на то, что противник вёл по нему постоянный огонь, Старовойтов сумел проделать три прохода в минных полях, через которые сопровождал стрелковые подразделения во время атаки. 20-21 марта в ходе штурма города Хайлигенбайль (ныне Мамоново Калининградской области) Старовойтов во главе своего отделения ворвался в немецкую траншею и в рукопашной схватке уничтожил 8 вражеских солдат. Затем стремительным броском он достиг домов в пригородном квартале и гранатами уничтожил в трёх домах засевших там пулемётчиков. В том бою Старовойтов получил тяжёлое ранение.
Указом Президиума Верховного Совета СССР от 29 июня 1945 года за «образцовое выполнение боевых заданий командования на фронте борьбы с немецкими захватчиками и проявленные при этом доблесть и мужество» сержант Сергей Старовойтов был награждён орденом Славы 1-й степени (№ 485). Стал полным кавалером ордена Славы.
В 1945 году был демобилизован. Вернулся на родину, работал в колхозе. Последние годы жил в городе Смоленске. Скончался 10 января 1970 года. Похоронен на Новом кладбище Смоленска (в биографическом справочнике ошибочно указано место захоронения — деревня Стигримово Монастырщинского района Смоленской области).
Награждён орденами Славы 3-х степеней, медалями, в том числе «За отвагу» (15.06.1943).